# Lutyně

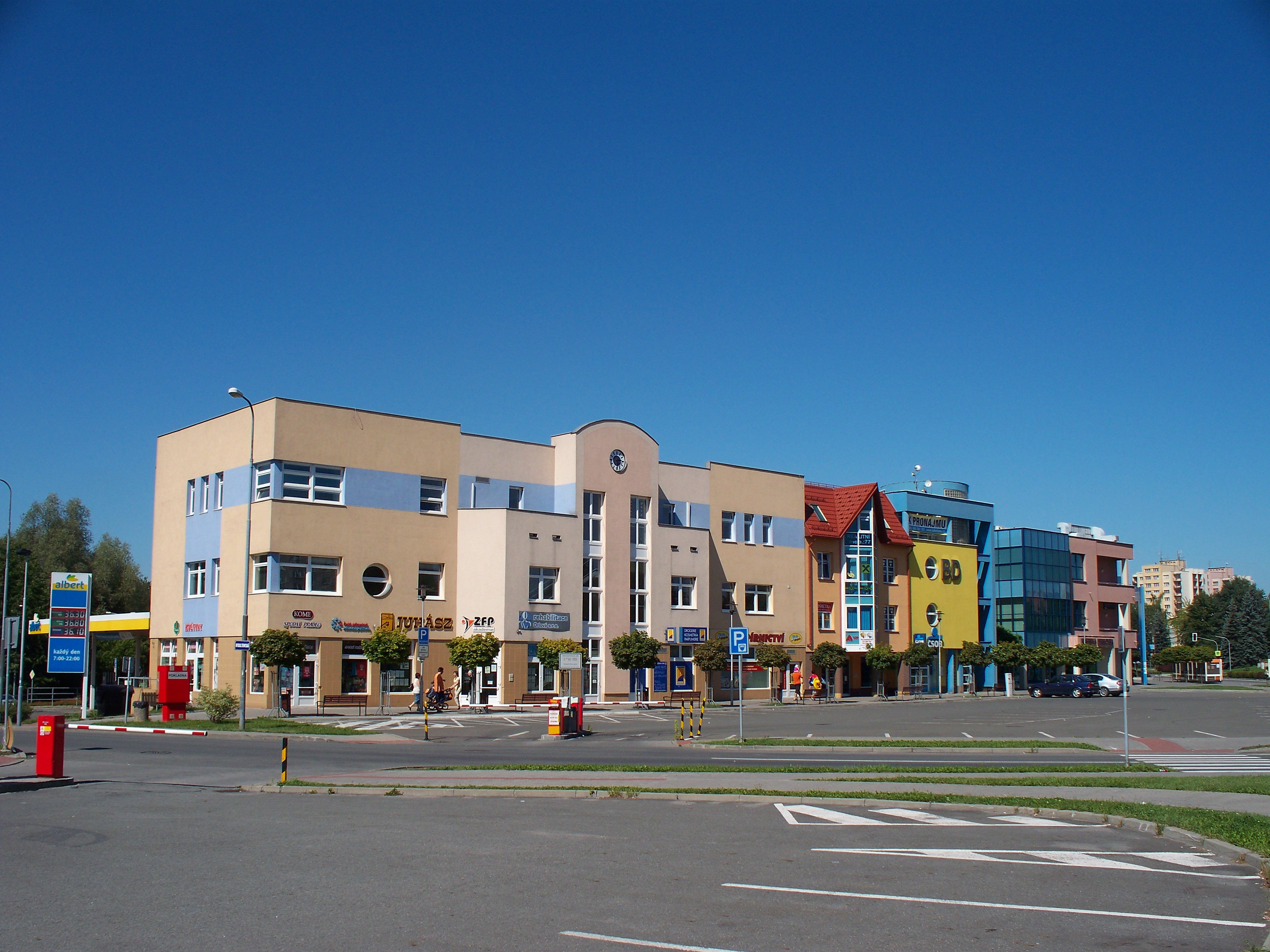
Orlová-Lutyně külvárosa

Lutyně (lengyelül: Lutynia, németül: Leuten) Csehország Morva-sziléziai kerületében a Karvinái járásban fekvő Orlová egy része. Régebben önálló település volt, a második világháború előtt  Polská Lutyně (lengyelül: Lutynia Polska, németül: Polnischleuten), majd Horní Lutyně (lengyelül: Lutynia Górna, németül: Ober-Leuten) néven volt ismert. Közigazgatásilag 1946-tól tartozik Orlovához. Tőle eltérően a szomszédos  Dolní Lutyně a mai napig független falu. Lutyně a város legnépesebb kerülete, lakosainak száma 26 000 fölött van, ami  a teljes  Orlová lélekszámának a háromnegyede.

## Története
Lutyně neve először 1305 körül, a wroclawi egyházkerület egyik latin nyelvű dokumentumában, a  Liber fundationis episcopatus Vratislaviensisben szerepel, mint item in Luthina LXXI) mansi. Ez azt jelentette, hogy a falunak 71 nagylan után kellett tizedet fizetnie. A falut az orlovái kolostorban élő bencés szerzetesek alapíthatták. Eredetileg lehet, hogy a később létrejött Felső-Szilézia területén lévő nagyobb település egy része volt. Horní Lutyně önálló településként legrégebbről 1365-ből ismert, majd 1450-ben a mellette lévő településsel közösen szerepel,  mint Lutynie utrumque Theutonicum et Polonicum.
Politikailag a falu kezdetben a Lengyelország felosztásakor 1290-ben alapított  Tescheni Hercegséghez tartozott, és a Piast-dinasztia helyi ágához tartozott. 1327-ben a hercegség a Cseh Királyság feuduma lett, s így 1526-ban a Habsburg Birodalom részévé vált.
Az Osztrák–Magyar Monarchia felbomlása, az első világháború után kitört lengyel-csehszlovák háború, valamint Cieszin Szilézia 1920-as felosztásakor a falu Csehszlovákiához került. A Müncheni egyezmény értemében 1938. októberében a falu Zaolzie régióval együtt Lengyelország Sziléziai Vajdaságának Frysztat megyéjéhez került. A második világháború elején a területet a Náci Németország szállta meg, a településnek pedig új neve lett, Ober-Leuten (Horní Lutyně). A háború után visszakerült Csehszlovákiához, majd 1960-ban Orlová Lutyně nevű kerületét alakították ki belőle. Később a Csehszlovák Kommunista Párt az egyre növekvő számú betelepülő elhelyezésére nagyméretű építkezésekbe fogott. A kerület úgy megnőtt, hogy ez lett a város legnépesebb része.